# Chef Logan
Le Chef Logan (né vers 1723 - mort en 1780) était un chef de guerre et orateur amérindien, né en Iroquoisie. Bien qu'il fût du peuple Cayuga, après son déménagement vers la vallée de l'Ohio dans les années 1760, il est parfois mentionné comme un Mingo. Sa vengeance pour le meurtre des membres de sa famille par les Longs Couteaux a été une des causes du conflit de 1774 appelée la guerre de Dunmore. Logan est devenu célèbre pour un discours, plus tard connu comme La Complainte de Logan, qui aurait été prononcé après la guerre. 

## Biographie

### Massacre de Yellow Creek
Les relations amicales de Logan avec les colons blancs ont changé avec le massacre de Yellow Creek le 30 avril 1774. Un groupe de Longs Couteaux dirigé par Daniel Greathouse a assassiné un certain nombre de Mingos, dont le frère de Logan (communément appelé John Petty) et au moins deux autres femmes dont il était proche, l'une d'elles était enceinte et prenait soin de sa fille. Le père de ces enfants était John Gibson, un important commerçant de la région. Ces Mingos avaient vécu près de l'embouchure de Yellow Creek et avait été attirés dans la cabine de Joshua Baker, un colon et un commerçant de rhum qui vivait de l'autre côté de la rivière Ohio. Tous les Amérindiens présents dans la cabine de Baker ont été massacrés, à l'exception de l'enfant, qui a été épargnée dans l'intention de la donner à son père. Au moins deux canots avec des guerriers ont été expédiés du village de Yellow Creek, mais ils furent repoussées par les hommes de Greathouse dissimulés le long du fleuve. En tout, environ une douzaine de personnes ont été assassinées dans la cabine et sur la rivière. Logan n'était pas présent dans la région lorsque le massacre a eu lieu, les coureurs amérindiens l'ont convoqué pour qu'il revienne.

### Vengeance de Logan
Les chefs de tribus influents de la région, comme Cornstalk (Chaouanons), White Eyes (Lenapes) et Guyasuta (Sénécas), ont tenté de négocier un règlement pacifique, par peur que l'incident n'engendre une guerre plus grande, mais la coutume amérindienne accordait à Logan le droit d'exercer des représailles pour les meurtres. Plusieurs groupes de guerriers Mingos et Chaouanons ont frappé à la frontière, dont un mené par Logan. Ils ont attaqué les colons dans plusieurs régions frontalières, les tuant et prenant des captifs. Le gouverneur de Virginie, John Murray, a réagi en lançant une expédition contre les Mingos et Chaouanons, dans le conflit connu comme la guerre de Dunmore.